# Panda3D
Panda3D — игровой движок, включающий графику, звук, ввод-вывод, обнаружение столкновений и другие функции, относящиеся к созданию 3D игр.
Panda3D является открытым программным обеспечением под модифицированной лицензией BSD. Релизы до 28 мая 2008 года не считались свободным программным обеспечением в связи с определенными ошибками в проекте старой лицензии Panda3D. Несмотря на это, старые релизы Panda3D также могут быть использованы как для бесплатной, так и коммерческой разработки игр без каких-либо финансовых затрат.
Основным языком программирования, предназначенном для работы с SDK Panda3D, является Python, однако ядро движка написано на C++. Для обеспечения доступа к функциям ядра из Python используется автоматическая генерация функций-обёрток. Такой подход дает разработчику преимущества языка Python, такие, как скорость освоения и разработки, автоматическое управление памятью (сборка мусора), богатая библиотека дополнительных компонентов, и при этом сохраняет производительность компилируемого языка в ядре движка.
Среди пользователей Panda3D — разработчики нескольких крупных коммерческих игр (Toontown Online, Pirates of the Caribbean Online), несколько проектов с открытым исходным кодом и ряд университетских курсов.

## Технические характеристики

### Графика
SDK Panda3D предоставляет универсальный интерфейс для работы с трёхмерной графикой, избавляя программиста от необходимости изучать особенности OpenGL и DirectX и использовать низкоуровневые графические операции. В качестве основного графического API Panda3D использует OpenGL в связи с его кроссплатформенностью. Опционально можно использовать и DirectX (только под Windows), однако на текущий момент DirectX в Panda3D имеет ряд ограничений.
Panda3D позволяет автоматически генерировать наиболее используемые шейдеры: Normal Map, Gloss Map, Glow Map, Tone Mapping, Bloom Filter, Threshold Lighting, Inking, Shadow Mapping, Cartoon Inking, Volumetric Lightning, Blur/Sharpen, Ambient Occlusion. Есть возможность подключать свои собственные шейдеры, написанные на Cg или GLSL.
Движок использует три типа трёхмерных моделей:
- Статичные полигональные модели
- Анимированные модели (возможна как скелетная, так и вершинная анимация)
- Полигональная поверхность на основе карты высот.

Первые два типа создаются в каком-либо пакете трёхмерного моделирования и затем экспортируются или конвертируются в формат, понятный движку. Третий — динамически строится на основе чёрно-белого изображения карты высот.

### Физика
Изначально в Panda3D был интегрирован физический движок ODE. Начиная с релиза 1.8.0 произведена экспериментальная интеграция PhysX и Bullet Physics Library. Помимо этого, если нет необходимости в использовании полноценного физического движка, имеются встроенные средства для определения столкновений.

### GUI
Panda3D имеет две системы построения GUI: встроенная, основанная на использовании трёхмерных моделей в качестве графического интерфейса и в версии 1.8.0 была включена библиотека libRocket GUI.

### Звук
Движок имеет функции для воспроизведения объемного звука.

### Сеть
Panda3D имеет встроенную систему игры по локальной сети и по серверам. Однако, разработчики чаще всего используют сетевые Python библиотеки.

## Утилиты
- Анализ производительности и узких мест;
- утилиты для просмотра и отладки трёхмерной сцены;
- конвертеры для шрифтов и различных форматов 3D моделей;
- плагины импорта/экспорта для пакетов 3D моделирования;
- утилита для просмотра моделей в формате Panda3D (*.bam, *.egg, *.pz);
- утилиты для работы с виртуальной файловой системой;
- утилиты для создания и распространения дистрибутива разработанного приложения.